# Kophene cuprea
Kophene cuprea är en fjärilsart som beskrevs av Moore 1892. Kophene cuprea ingår i släktet Kophene och familjen säckspinnare. Inga underarter finns listade i Catalogue of Life.